# Carrosserie Hess
Carrosserie Hess AG – szwajcarskie przedsiębiorstwo z siedzibą w Bellach zajmujące się produkcją autobusów miejskich, mikrobusów, trolejbusów, zabudowami specjalnymi oraz serwisem samochodów osobowych, s. dostawczych i autobusów.

## Historia
Przedsiębiorstwo zostało założone w 1882 roku przez Szwajcara Heinricha Hessa jako warsztat zajmujący się naprawą powozów. Po I wojnie światowej w 1919 roku Heinrich Hess przekazał swój warsztat synom Arnoldowi i Emilowi i od tego czasu w zakładzie zaczęły powstawać nadwozia pierwszych samochodów osobowych oparte na podwoziach i jednostkach napędowych innych producentów, a także dla większych pojazdów, takich jak autobusy. W 1933 roku zrezygnowano z produkcji karoserii samochodów, kontynuowano natomiast produkcję nadwozi autobusowych wykonanych z aluminium. W roku 1940 zamówione zostały pierwsze trolejbusy Hess dla Bazylei oraz Biel. W 1954 roku w zakładach Hess powstał pierwszy autobus z nadwoziem samonośnym, na trzy lata po opracowaniu pierwszej takiej konstrukcji przez zakłady Kässbohrer. W latach 60. XX w. rozpoczęto budowę pierwszych autobusów przegubowych o zwiększonej pojemności. W 1971 roku przedsiębiorstwo Hess uzyskało patent na konstrukcję pojazdu spawanego z aluminium o niewielkiej masie własnej. Konstrukcja ta miała jednak swoje wady, przez co zdecydowano się na opracowanie równoległego rozwiązania opierającego się na skręcaniu profili aluminiowych. W ten sposób opracowano rodzinę pojazdów Hess Co-Bolt. W 1977 roku we współpracy z przedsiębiorstwem Franz Brozincevic opracowano pierwszy autobus lotniskowy o nazwie Cobus. Rok później rozpoczęto budowę pierwszych autobusów na licencji Hess na rynek australijski i nowozelandzki, a od 1996 roku także na rynek amerykański. W 1987 roku przedsiębiorstwo zaprezentowało pierwszy autobus niskopodłogowy, a cztery lata później pierwszy na świecie niskopodłogowy trolejbus. W 2003 roku wprowadzono do ruchu pierwszy na świecie niskopodłogowy dwuprzegubowy trolejbus powstały z wydłużenia przegubowego trolejbusu Hess o jeden człon. Rozwiązanie to po raz pierwszy zastosowano w Genewie, gdzie zamówiono następnie 10 tego typu trolejbusów. W 2007 roku na tej podstawie Hess opracował pierwszy dwuprzegubowy autobus z napędem hybrydowym. W 2011 roku rozpoczęto produkcję przyczep autobusowych.

## Działalność

### Autobusy i trolejbusy
- Trolejbusy[5]:
  - lighTram 19
  - lighTram 25
- Autobusy hybrydowe i elektryczne oparte na platformie Hess lighTram oraz Hess Co-Bolt[6][7]
- Autobusy miejskie Hess Co-Bolt[8]
- Autobus niskowejściowy Hess SwissAlpin[9]
- Przyczepy autobusowe BusZug[10]
- Zabudowy mikro- i minibusów[11]
- Autobusy lotniskowe Cobus[12]

### Zabudowy specjalne
Oprócz budowy gotowych autobusów i trolejbusów, przedsiębiorstwo Hess zajmuje się zabudowami na bazie podwozi pojazdów dostawczych i ciężarowych z różnym przeznaczeniem. W ofercie znajdują się także zabudowy specjalistyczne, takie jak pojazdy do transportów specjalnych, wozy strażackie, czy pojazdy dla wojska.

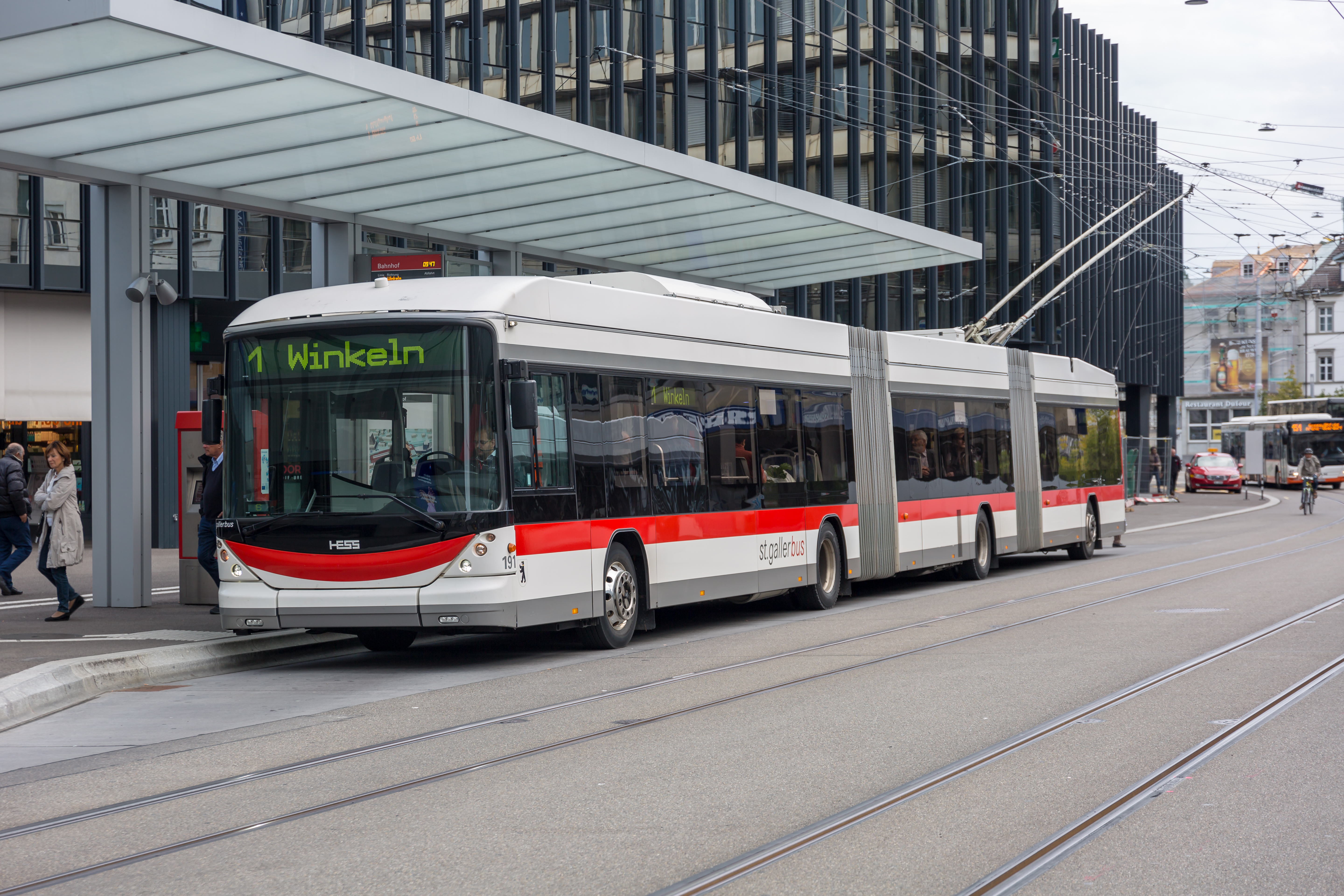
Trolejbus Hess lighTram 25
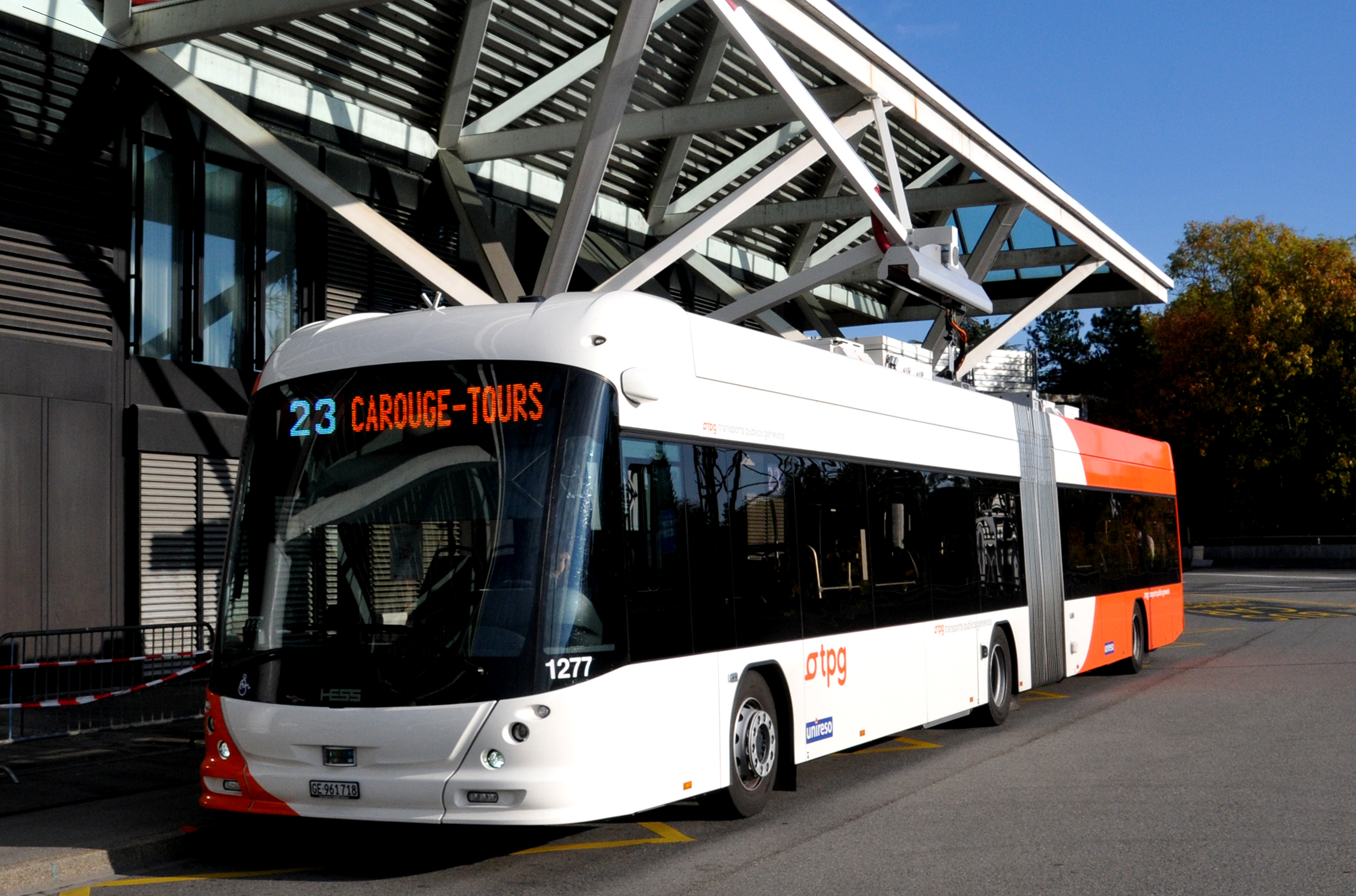
Autobus elektryczny Hess w trakcie ładowania
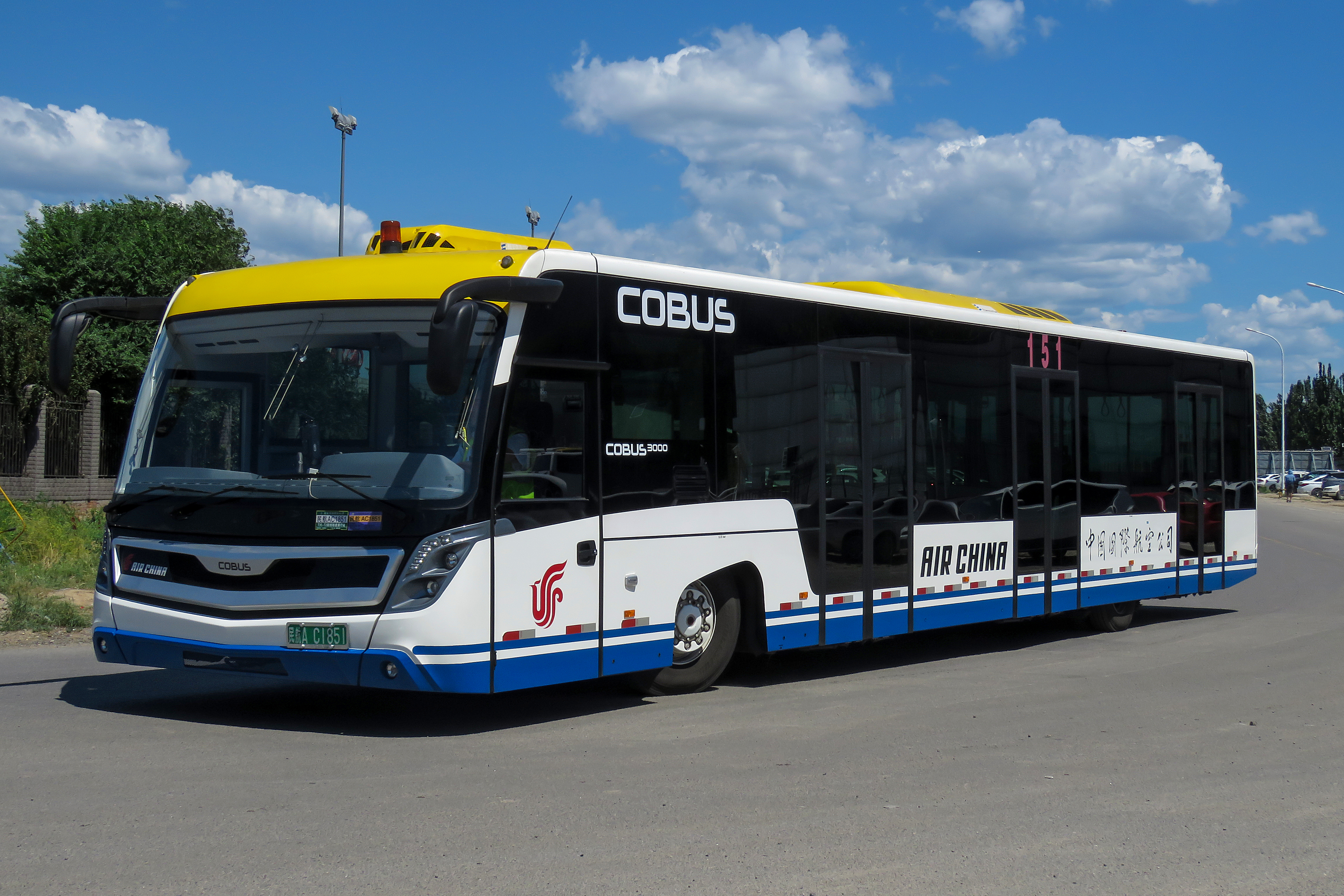
Autobus lotniskowy Contrac Cobus 3000
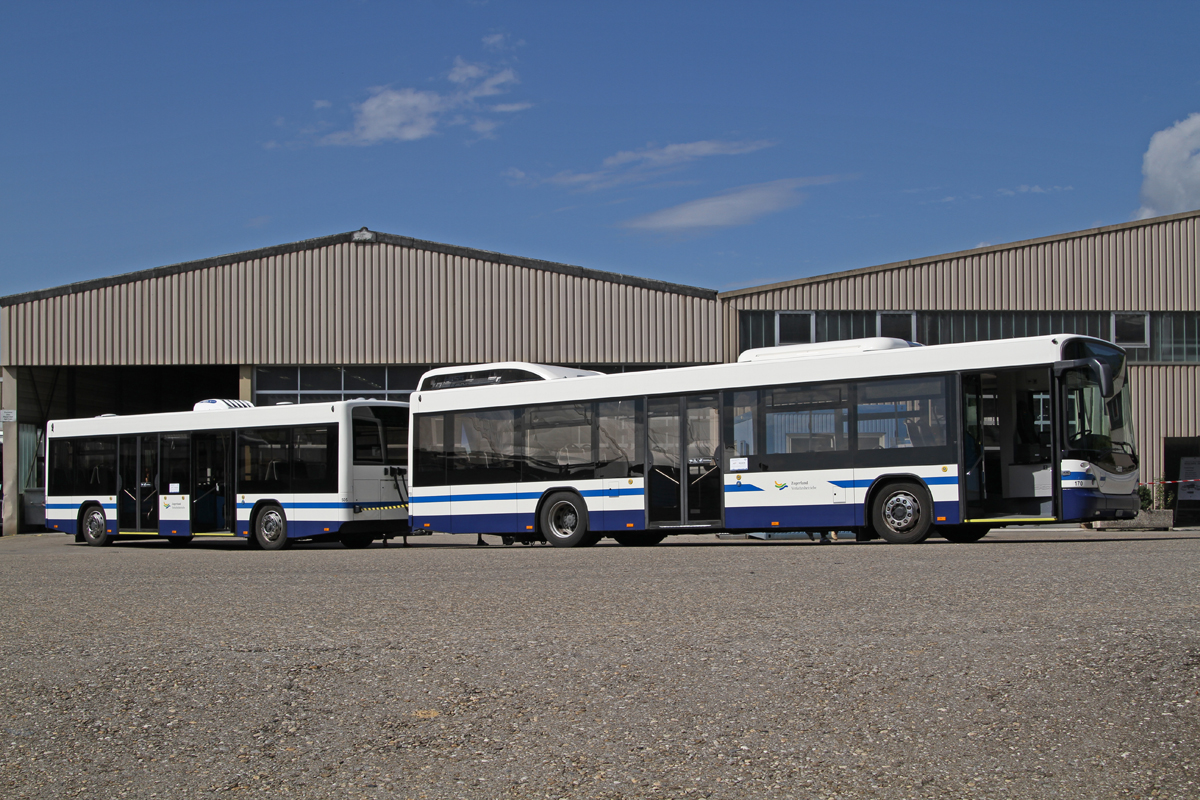
BusZug Hess złożony z niskopodłogowego autobusu oraz przyczepy